# 17. источнобосанска дивизија НОВЈ
17. источнобосанска народноослободилачка ударна дивизија формирана је наредбом Врховног штаба НОВ и ПОЈ од 2. јула 1943. године. У састав 17. источнобосанске НОУ дивизије ушле су: 6. источнобосанска НОУ бригада, 15. мајевичка НОУ бригада и Мајевички НОП одред.
Истом наредбом формиран је Штаб 17. дивизије са следећим руководиоцима:
- командант Глигорије Мандић, до тада командант Прве далматинске НОУ бригаде
- политички комесар Бранко Петричевић, до тада руководилац Политодела 4. црногорске НОУ бригаде
- заменик команданта Перо Косорић, до тада командант 15. мајевичке НОУ бригаде
- начелник Штаба Синиша Николајевић, до тада командант батаљона у 2. пролетерској бригади.
- на место секретара дивизијског партијског комитета КПЈ постављен је тадашњи заменик политичког комесара 6. источнобосанске бригаде Цвијетин Мијатовић Мајо.

Након формирања 21. септембра 1943, 16. муслиманска бригада укључена је у састав Дивизије.
Дивизија је имала извиђачку чету, свака бригада извиђачки бригада вод, а сваки батаљон извиђачко одељење.
После првог ослобођења Тузле у октобру 1943, након заплене веће количине оружја и опреме и приступања већег броја кадрова, при Штабу дивизије формиране су: артиљеријска батерија, противтенковска батерија, пионирска чета и чета за везу; при интендантури интендантска и санитетска чета, а при Штабу 6. источнобосанске бригаде батерија брдских топова 75 мм, противтенковски вод, пионирски вод и вод за везу.
Штаб дивизије имао је радио-везу непосредно са Врховним штабом до септембра 1943. године, а од тада са Штабом 3. корпуса. До октобра 1943. веза са потчињеним бригадама одржавана је преко курира, а од тада су се у радио-мрежу укључиле и бригаде.
У марту 1944. Шеснаеста муслиманска бригада је прешла у 27. дивизију, а у састав 17. дивизије ушла је 2. крајишка НОУ бригада.
Дивизија је од 2. јула до 20. септембра 1943. године потчињена непосредно Врховном штабу НОВ и ПОЈ, а од 20. септембра 1943. до половине маја 1944. године налазила се у саставу 3. корпуса и борила се у источној Босни. Од половине маја до средине јуна 1944. године 17. дивизија је поново под непосредном командом Врховног штаба изводила борбена дејства у садејству са 5. ударном дивизијом у Санџаку, а од половине јуна до конца октобра у саставу је 2. корпуса и Оперативне групе дивизија (2, 5. и 17) за продор у Србију. Од новембра 1944. године до почетка децембра налазила се под командом Главног штаба за Србију, а од децембра 1944. до 1. априла 1945. године у саставу је Јужне оперативне групе и 2. армије. Од 1. до 23. априла поново је (са 2, 5. дивизијом) у Оперативној групи дивизија (борбе у Срему и Посавини) и под командом 1. армије, а од 23. априла до конца рата у саставу је 3. армије.
Дивизија је у октобру 1943. бројала око 3.000 бораца, да би у мају 1944. спала на око 1.800 бораца. Након ослобођења Горњег Милановца септембра 1944. попуњена је до бројног стања од око 10.000 бораца.
Октобра 1944. у састав Седамнаесте дивизије ушла је и Артиљеријска бригада.